# Иркольское
Иркольское (каз. Иіркөл, до 199? г. — Октябрь) — село в Кармакшинском районе Кызылординской области Казахстана. Административный центр и единственный населённый пункт Иркольского сельского округа. Код КАТО — 434653100.

## Население
В 1999 году население села составляло 1172 человека (623 мужчины и 549 женщин). По данным переписи 2009 года, в селе проживало 912 человек (472 мужчины и 440 женщин).